# Mattstogg
Le Mattstogg, ou Mattstock, est un sommet des Alpes suisses, dans les Préalpes appenzelloises à 1 934 m d'altitude, dans le canton de Saint-Gall.